# Michael Learned
Michael Learned, född 9 april 1939 i Washington, D.C., är en amerikansk skådespelare. Learned har varit gift fyra gånger. Först med Peter Donat från 1956-1972 då de skilde sig. De fick tre barn ihop. Andra gången med Glenn Chadwick från 1974-1977 då de också skilde sig. Tredje gången med William Parker som hon var gift med från 1979, 1988 gifte hon sig med advokaten John Doherty.
Enligt henne själv hade hon aldrig fått ett riktigt svar från sina föräldrar varför de gav henne ett manligt förnamn. 
Hon krediterades i filmer ibland som miss Michael Learned.

## Filmografi i urval
- 2007 – The Killer
- 2005 – Lethal Eviction
- 2005 – Loggerheads
- 2000 – For the Love of May
- 1998 – A Father for Brittany
- 1997 – Life During Wartime
- 1997 – A Walton Easter
- 1995 – A Walton Wedding
- 1993 – A Walton Thanksgiving Reunion
- 1993 – Dragon - historien om Bruce Lee
- 1992 – Mattie's Waltz
- 1991 – Keeping Secrets
- 1991 – Murder in New Hampshire: The Pamela Wojas Smart Story
- 1991 – Aftermath: A Test of Love
- 1990 – Gunsmoke: The Last Apache
- 1988 – Roots: The Gift
- 1988 – Hothouse
- 1987 – Mercy or Murder?
- 1986 – Picnic
- 1986 – A Deadly Business
- 1986 – Power
- 1986 – All My Sons
- 1984 – The Parade
- 1982 – Mother's Day on Waltons Mountain
- 1980 – A Christmas Without Snow
- 1980 – Touched by Love
- 1980 – The Waltons: A Decade of the Waltons
- 1980 – Off the Minnesota Strip
- 1980 – Nurse
- 1978 – Little Mo
- 1976 – Widow
- 1974 – It Couldn't Happen to a Nicer Guy
- 1974 – Hurricane

Learned har även medverkat i serier som The Waltons, Living Dolls och Scrubs.